# Maria Koterbska / Poznański Kwartet Rytmiczny
Maria Koterbska / Poznański Kwartet Rytmiczny (na okładce: Maria Koterbska śpiew, Poznański Kwartet Rytmiczny) – pierwszy album studyjny z nagraniami Marii Koterbskiej wydany w 1954 roku przez Warszawski Zakład Nagrań Dźwiękowych. Strona a zawierała utwory w wykonaniu Marii Koterbskiej, natomiast z drugiej strony umieszczono instrumentalne nagrania w wykonaniu Poznańskiego Kwartetu Rytmicznego.

## Lista utworów
Strona a: (utwory w wykonaniu M. Koterbskiej)
1. Zachodzi słoneczko (Jerzy Harald - Eugenia Wnukowska)
2. Pod parasolem (Nina Pilchowska - Nina Pilchowska)
3. Żaba (Andrzej Markowski - Aleksander Rymkiewicz)
4. Brzydula i rudzielec (Jerzy Harald - Eugenia Wnukowska)

Strona b: (utwory w wykonaniu Poznańskiego Kwartetu Rytmicznego)
1. Przyjemna melodia (Jerzy Geisler)
2. Wieczorem (Jan Witkowski)
3. Wesoły kotek (Filip Nowak)
4. Juras (Ireneusz Bogajewicz)

## Charakterystyka albumu
Płyta zawiera nagrania Marii Koterbskiej zarejestrowane w 1954 roku w Warszawskim studio Nagrań Dźwiękowych przy ulicy Długiej 5 (przemianowanego w 1956 na Polskie Nagrania „Muza”), oraz utwory instrumentalne w wykonaniu Poznańskiego Kwartetu Rytmicznego. Wszystkie piosenki w wykonaniu Marii Koterbskiej zostały zarejestrowane podczas jednej sesji nagraniowej z towarzyszeniem Zespołu Instrumentalnego Jerzego Haralda, oraz zespołu wokalnego Wesoła Czwórka. Siedem z ośmiu utworów zamieszonych na płycie zostało wcześniej umieszczone na płytach szelakowych wytwórni Muza.

## Płyty szelakowe z nagraniami z albumuMaria Koterbska / Poznański Kwartet Rytmiczny
- [1954] Muza 2264 – Brzydula i rudzielec (wyk. M. Koterbska)[4]
- [1954] Muza 2272 – Pod parasolem (wyk. M. Koterbska)[5]
- [1954] Muza 2312 – Żaba (wyk. M. Koterbska)[6]
- [1954] Muza 2430 – Zachodzi słoneczko (wyk. M. Koterbska)[7]
- [1954] Muza 2396 – Przyjemna melodia (wyk. Poznański Kwartet Rytmiczny)[8]
- [1954] Muza 2437 – Juras (wyk. Poznański Kwartet Rytmiczny)[9]
- [1954] Muza 2523 – Wesoły kotek (wyk. Poznański Kwartet Rytmiczny)[10]

## Muzycy
- Maria Koterbska – śpiew (A1-4)
- Wesoła Czwórka – śpiew (A1-4)
- Zespół instrumentalny Jerzego Haralda – akompaniament (A1-4)
- Poznański Kwartet Rytmiczny – wykonanie utworów instrumentalnych (B1-4)

## Okładka
Do pierwszego wydania płyty dołączona była dedykowana specjalnie dla niej okładka zaprojektowana przez Piotra Baro. W reedycji albumu z 1958 roku wydanej już przez Polskie Nagrania użyto nowy projekt okładki zawierający opis na temat wykonawców albumu.